# Harold Shipman
Harold Frederick Shipman (14. januar 1946 – 13. januar 2004) je bil britanski zdravnik in eden izmed najbolj plodovitih serijskih morilcev v zgodovini.
13. januarja 2000 je Shipmana porota spoznala za krivega 15 umorov. Obsojen je bil na dosmrtno kazen brez možnosti pomilostitve.
Uradna preiskava, katere vodja je bila Janet Smith, se je začela 1. septembra 2000 in je trajala skoraj 2 leti. Preiskovali so vse smrti, ki jih je potrdil dr. Shipman. Približno 80% njegovih žrtev je bilo ženskega spola, njegova najmlajša žrtev pa je bil 41 let star moški. Večina britanske zakonodaje v zvezi z zdravstvom in medicino je bila pregledana in spremenjena kot posredna in neposredna posledica Shipmanovih zločinov. Shipman je edini britanski zdravnik, ki je bil spoznan za krivega umorov svojih pacientov.
Shipman je 13. januarja 2004, dan pred 58 rojstnim dnem, storil samomor z obešanjem v svoji celici v Wakefieldskem zaporu v Zahodem Yorkshiru.

### Zgodnje življenje in kariera
Harold Frederick Shipman se je rodil v Nottinghamu, v Veliki Britaniji kot drugi od štirih otrok Veri in Haroldu Shipmanu, ki je bil voznik tovornjaka. Prihajali so iz delavskega razreda, bili so tudi pobožni metodisti. Shipman je bil posebno blizu svoji materi, ki je zaradi pljučnega raka umrla, ko je bil star 17 let. Bil je priča materinim bolečinam v zadnjem stadiju in lajšanju le teh z morfijem, ki je kasneje postal  njegovo orožje.
Shipman je študiral medicino na Leeds School of medicine, kjer je diplomiral leta 1970. Z delom je začel v Splošni bolnišnici Pontefract, leta 1974 pa je postal splošni zdravnik v Abraham Ormerod Medical Centru v Todmordnu, v Zahodnem Yorkshiru. Leta 1975 je bil zasačen pri ponarejanju receptov za petidina za lastno uporabo. Kaznovan je bil s 600£ in s kratko rehabilitacijo za odvajanje od drog na kliniki v Yorku. Leta 1977 je postal splošni zdravnik v Donneybrook Medical Centru v Haydu, blizu Manchestra. Tam je deloval v 80-ih letih, leta 1993 pa je odprl svojo ordinacijo na Market Street  21 in tako postal spoštovan član družbe. Leta 1983 je bil na televiziji Granada intervjuvan za dokumentarec Svet v akciji, kjer je govoril kako naj se v družbi ravna z duševno bolnimi osebami. Leto dni po Shipmanovi obsodbi, so intervju ponovno predvajali v oddaji Tonight with Trevor McDonald.

### Odkritje
Marca 1998, dr. Linda Reynolds iz Brooke Surgery v Hydnu na pobudo Deborah Massey iz pogrebnega zavoda  Frank Massey and Son's funeral  parlour izrazi zaskrbljenost nad visoko stopnjo umrljivosti med Shipmanovimi bolniki mrliškemu ogledniku Južnega Manchestra Johnu Pollardu. Posebno zaskrbljena je bila zaradi velikega števila upepelitev starejših žensk, kjer je bil potreben njegov sopodpis. Ta dejstva so naznanili policiji, ta pa ni uspela najti dovolj dokazov za vložitev obtožbe. Uradni preiskovalci so kasneje okrivili policijo, da so za to raziskavo uporabili neizkušene policiste.  Med 17. aprilom 1998, ko je policija opustila preiskavo in Shipmanovo dokončno aretacijo, je Shipman ubil še 3 ljudi. Njegova zadnja žrtev je bila Kathleen Grundy, ki je bila najdena 24. junija 1988 na svojem domu. Shipman je bila zadnja oseba, ki je Kathleen videla živo, kasneje je tudi podpisal njen mrliški list kjer je za vzrok smrti napisal starost. 
Kathleenina hči, odvetnica Angela Woodruff, je postala zaskrbljena, ko jo je odvetnik Brian Burgess obvestil, da je njena mati pred smrtjo napisala oporoko, za katero so se pojavili dvomi o verodostojnosti.  Oporoka izključuje Angelo in njene otroke, za dediča £386.000 (v letu 2015 enakovredno £610.000) pa postavlja Shipmana. Odvetnik ji je svetoval, naj to prijavi policiji, ki je začela preiskavo. Kathleenini posmrtni ostanki so bili izkopani, pri pregledu pa so ugotovili, da vsebujejo sledove diamorfina, ki se uporablja za lajšanje bolečin pri bolnikih s pljučnim rakom. Shipman je bil aretiran 7. septembra 1998, saj je bilo ugotovljeno, da je lastnik pisalnega stroja s katerim je bila napisana ponarejena oporoka.
Kasneje je policija preiskala druge smrti, ki jih je potrdil Shipman in ustvarila seznam 15 vzorčnih primerov za preiskavo. Odkrili so, da je pacientom predpisoval smrtonosne količine diamorfina, podpisoval mrliške liste in ponarejal zdravstvene kartoteka, ki so prikazovale, da so pacienti v zelo slabem zdravstvenem stanju.
Recept za umor, knjiga novinarjev Briana Whittla in Jeana Ritchia, govori o dveh teorijah zakaj je Shipman ponaredil oporoko. Pri prvi menita, da je hotel biti ujet, ker je bilo njegovo življenje neobvladljivo, pri drugi teoriji pa menita, da se je nameraval pri 55 letih upokojiti in zapustili Veliko Britanijo.

### Sojenje in zapor
Sojenje se je začelo 5. oktobra 1999 pri vrhovnemu sodniki Forbsu. Obtožen je bil, da je med letoma 1995 in 1998 umoril  Marie West, Irene Turner, Lizzie Adams, Jean Lilley, Ivy Lomas, Muriel Grimshaw, Marie Quinn, Kathleen Wagstaff, Bianka Pomfret, Norah Nuttall, Pamela Hillier, Maureen Ward, Winifred Mellor, Joan Melia in Kathleen Grundy.
31. januarja 2000, po 6 dnevnem odločanju, je porota Shipmana spoznala za krivega umorov 15 ljudi s smrtno dozo diamorfina in ponaredbe oporoke Kathleen Grundy. Sodnik ga je obsodil na 15 sočasnih dosmrtnih zapornih kazni in priporočil, da se ga ne sme nikoli izpustiti. Zaradi ponareditve oporoke je Shipman dobil še dodatna 4 leta zaporne kazni.
11. februarja 2000, deset dni po obsodbi, je General Medical Council Shipmana uradno izbrisal iz svojega registra.
Shipman je dosledno zavračal svojo krivdo in izpodbijal znanstvene dokaze proti njemu. Glede svojih dejanj ni nikoli dajal izjav. Njegova obramba je poskušala Kathleenin umor, kjer je bil motiv jasen, ločiti od drugih, kjer motiva ni bilo, vendar ji to ni uspelo. Tudi njegova žena Primrose je zanikala njegovo zločine.
Čeprav bi lahko bili na sodišču tudi drugi primeri, so se oblasti odločile, da bi težko zagotavljali pravično sojenje zaradi  velike pozornosti medijev. Tudi glede na kazen oz prvega sojenja je bilo drugo sojenje nepotrebno. Uradna preiskava je zaključila, da je Shipman najverjetneje odgovoren za 250 smrti.  Glede na preiskavo preiskovalci domnevajo, da je Shipman užival droge.
Kljub pregonu dr. Johna Bodkina Adamsa leta 1957, dr. Leonarda Arthurja leta 1981 in dr. Thomasa Lodwiga leta 1990 je Shipman edini zdravnik v britanski zgodovini, ki je bil spoznan za krivega umorov pacientov.  Glede na mnenje zgodovinarke Pamele Cullen, je bil tudi Adams serijski morilec, ki naj bi potencialno umoril do 165 svojih pacientov med letoma 1946 in 1956, vendar ni bil spoznan za krivega  zaradi pomanjkljivosti v sistemu. Kinnell, pisec za British Medical Journal, špekulira, da je Adams morebitni Shipmanov vzornik.

### Smrt
Harold Shipman je storil samomor z obešanjem v svoji celici v zaporu Wakefield 13. januarja 2004 ob 18:20, na predvečer svojega 58 rojstnega dne. V poročilu zapora je navedeno, da se je Shipman obesil za okensko kljuko z uporabo posteljnine. Nekateri britanski tabloidi so ob njegovi smrti izrazili veselje, ker naj bi tako druge serijske morilce spodbujal k samomoru. The Sun je ob tem dogodku na prvo stran slavnostno napisal »Ship Ship hooray!«.
Nekatere družine Shipmanovih žrtev, da se z njegovim samomorom čutijo ogoljufane in s tem ne bodo nikoli čutile zadoščenja in odgovorov zakaj je zakrivil umore. 
Kljub praznovanju njegovega samomora, je njegova smrt razdelila lokalne časopise. Daily Mirror ga je označil za »hladnega strahopetca« in obsodil zapor, da so mu dovolili storiti samomor. The  Independet je po Shipmanovem samomoru pozval k raziskavi glede stanja v zaporih in glede počutja zapornikov v zaporih. V The Guardianu so objavili članek Sira Davida Ramsbothmana (bivši Glavni inšpektor za zapore) v katerem predlaga nadomestitev doživljenjske zaporne kazni s kaznijo za nedoločen čas. S tem bi zaporniki še vedno imeli neko upanje za izpustitev, zmanjšali bi tudi tveganje za samomore, zaporniškim uradnikom pa bi olajšali delo.
Motiv za Shipmanov samomor ni bil nikoli znan, čeprav je svetovalcu za pogojno izpustitev dejal, da razmišlja o samomoru. Zaradi tega je njegova vdova upravičena do pokojnine National Health Servica in do enkratnega izplačila, čeprav mu je bila odvzeta pokojnina. Žena je tako dobila polno NHS pokojnino, do katere ne bi bila upravičena, če bi Shipmann umrl po dopolnjenem 60. letu.
Shipman je bil pozvan k sodelovanju v pogajanjih, mogel pa bi priznati svojo krivdo. Po zavrnitvi te ponudbe, je izgubil privilegije, vključno z možnostjo telefonskega pogovora z ženo. Privilegije so mu vrnili teden dni pred samomorom. Po samomoru je tudi njegova žena začela dvomiti o njegovi nedolžnosti. Shipmanov sojetnik je razkril, da je Primrose moža v pismu prosila naj ji pove resnico ne glede na vse.

### Posledica
Januarja 2001 je bil Chris Gregg, detektiv iz Zahodnega Yorkshira, izbran za vodenje preiskave 22 smrti. Julija 2002 je sklenil preiskavo, v kateri je ugotovil, da je Shipman umoril vsaj 215 svojih pacientov med letoma 1975 in 1998. Janet Smith, sodnica, ki je podala poročilo, je priznala, da je še veliko bolj sumljivih smrti, vendar jih ne moremo pripisati Shipmanu. Večina njegovih žrtev je bilo žensk dobrega zdravja. V njenem zadnjem poročilu, izdanem 24. januarja 2005, je poročala, da verjame v umore treh pacientov, resne sume pa ima za umore štirih pacientov. Najverjetnejša številka njegovih žrtev je 250. 459 ljudi je uradno umrlo v njegovi oskrbi, vendar se zanje ne ve, če so njegove žrtve, saj je njihovih smrti niso potrjevali tudi drugi zdravniki.
The General Medical Council je obtožil 6 zdravnikov, ki so podpisali obrazce za upepelitev Shipmanovih žrtev, saj ti niso ugotovili vzorca med Shipmanovimi obiski pacientov na domu in njihovimi smrtmi. Zdravniki so bili spoznani za nedolžne. Za pričanje v primeru dveh smrti je bila pozvana tudi Shipmanova žena, vendar je zagovarjala moževo nedolžnost pred in po pregonu.
V oktobru 2005 je potekala podobna sodba proti zdravnikoma, ki sta leta 1994 delala v Tameside General Hospital in nista ugotovila, da je Shipman pacientom namenoma dajal skrajno prevelike doze morfija.
Preiskava Shipmanovega samomora leta 2005 je pokazala, da je bilo nemogoče napovedati ali preprečiti njegov samomor, vendar bi bilo kljub temu potrebno ponovno pogledati postopke.
Leta 2005 je policija izvedela, da je Shipman svojim žrtvam najverjetneje kradel nakit. V njegovi garaži so namreč leta 1998 med preiskavo našli nakit vreden  £10.000 in ga obdržali . Maja 2005 je Primrose Shipman zaprosila za vračilo tega nakita. Policija je svojce žrtev leta 2005 zaprosila za identifikacijo nakita. 66 kosov nakita je bilo vrnjenih Primrose, 33 kosov, za katere je dejala, da niso njeni pa so prodali na dražbi. Izkupiček dražbe so namenili Društvu za podporo žrtvam Tameside. Edini kos, ki ga je policija vrnila sorodnikom žrtev, je diamantni prstan, za katerega so svojci s sliko dokazali, da pripada njim.
30. julija 2005 so v parku Hyde odprli spominski park za Shipmanove žrtve, ki se imenuje Vrt miru.
Leta 2009 so sorodniki žrtev še vedno zahtevali odškodnino za izgubo sorodnikov. Septembra 2009 je bilo napovedano, da bodo na dražbi prodali pisma, ki jih je Shipman pisal iz zapora, vendar so zaradi pritožb sorodnikov in medijem dražbo umaknili.

### »Shipmanov učinek«
Po dobrem medijskem poročanju in obsodbi Harolda Shipmana je uradna raziskava podala več uradnih priporočil. Skupaj s spremembami v kulturi in zakonodaji medicine lahko to imenujemo »Shipmanov učinek«. Zdravniki povedo, da sami ne bi tvegali s predpisovanjem zdravil za lajšanje bolečin, spremenila se je tudi praksa pri podpisovanju mrliških listov. Vsak mrliški list mora podpisati več zdravnikov.
1. 1 2  Jenkins J. P. Encyclopædia Britannica
2. 1 2  SNAC — 2010.